# Celleporaria pygmaea
Celleporaria pygmaea är en mossdjursart som först beskrevs av Canu och Bassler 1929.  Celleporaria pygmaea ingår i släktet Celleporaria och familjen Lepraliellidae. Inga underarter finns listade i Catalogue of Life.